# Predsednik Evropskega parlamenta
Predsednik Evropskega parlamenta (angleško: The president of the European Parliament) je naziv za predsednika zakonodajne veje Evropske unije - Evropskega parlamenta. Izvoljen za mandat, ki traja dve leti in pol, kar je polovica zakonodajnega obdobja, lahko ga tudi podaljša.

## Seznam
| Portret                | Ime                    | Mandatno obdobje | Mandatno obdobje | Dolžina mandata | Evropska skupina              | Izvorna država      |
| ---------------------- | ---------------------- | ---------------- | ---------------- | --------------- | ----------------------------- | ------------------- |
|                        | Simone Veil            | 17. julij 1979   | 19. januar 1982  | 2 leti, 186 dni | ELDR                          | Francija            |
|                        | Piet Dankert           | 19. januar 1982  | 24. julij 1984   | 2 leti, 187 dni | Stranka evropskih socialistov | Nizozemska          |
|                        | Pierre Pflimlin        | 24. julij 1984   | 20. januar 1987  | 2 leti, 180 dni | Evropska ljudska stranka      | Francija            |
|                        | Henry Plumb            | 20. januar 1987  | 25. julij 1989   | 2 leti, 186 dni | Evropski demokrati            | Združeno kraljestvo |
|                        | Enrique Barón Crespo   | 25. julij 1989   | 21. januar 1992  | 2 leti, 180 dni | Stranka evropskih socialistov | Španija             |
|                        | Egon Klepsch           | 21. januar 1992  | 26. julij 1994   | 2 leti, 186 dni | Evropska ljudska stranka      | Nemčija             |
|                        | Klaus Hänsch           | 26. julij 1994   | 14. januar 1997  | 2 leti, 179 dni | Stranka evropskih socialistov | Nemčija             |
|                        | José María Gil-Robles  | 14. januar 1997  | 20. julij 1999   | 2 leti, 187 dni | Evropska ljudska stranka      | Španija             |
|                        | Nicole Fontaine        | 20. julij 1999   | 15. januar 2002  | 2 leti, 179 dni | Evropska ljudska stranka      | Francija            |
|                        | Pat Cox                | 15. januar 2002  | 20. julij 2004   | 2 leti, 187 dni | ELDR                          | Irska               |
|                        | Josep Borrell          | 20. julij 2004   | 16. januar 2007  | 2 leti, 180 dni | Stranka evropskih socialistov | Španija             |
|                        | Hans-Gert Pöttering    | 16. januar 2007  | 14. julij 2009   | 2 leti, 179 dni | Evropska ljudska stranka      | Nemčija             |
|                        | Jerzy Buzek            | 14. julij 2009   | 17. januar 2012  | 2 leti, 187 dni | Evropska ljudska stranka      | Poljska             |
|                        | Martin Schulz          | 17. januar 2012  | 17. januar 2017  | 5 let, 0 dni    | Stranka evropskih socialistov | Nemčija             |
|                        | Antonio Tajani         | 17. januar 2017  | 3. julij 2019    | 2 leti, 167 dni | Evropska ljudska stranka      | Italija             |
|                        | David Sassoli          | 3. julij 2019    | 11, januar 2022  | 2 leti, 192 dni | Stranka evropskih socialistov | Italija             |
| Roberta Metsola, v. d. | Roberta Metsola, v. d. | 11. januar 2022  | 18. januar 2022  |                 | Evropska ljudska stranka      | Malta               |
|                        | Roberta Metsola        | 18. januar       |                  | 3 leta, 40 dni  | Evropska ljudska stranka      | Malta               |